# Cattleya picturata
Cattleya picturata är en orkidéart som beskrevs av Heinrich Gustav Reichenbach. Cattleya picturata ingår i släktet Cattleya och familjen orkidéer. Inga underarter finns listade i Catalogue of Life.